# Leichtathletik-Europameisterschaften 1954/4 × 100 m der Männer

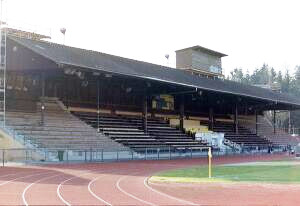
Tribüne des Stadions Neufeld in Bern

Die 4-mal-100-Meter-Staffel der Männer bei den Leichtathletik-Europameisterschaften 1954 wurde am 27. und 29. August 1954 im Stadion Neufeld in Bern ausgetragen.
Europameister wurde Ungarn mit László Zarándi, Géza Varasdi, György Csányi und Béla Goldoványi. Großbritannien (Kenneth Box, George Ellis, Ken Jones, Brian Shenton) gewann die Silbermedaille. Bronze ging an die Sowjetunion in der Besetzung Boris Tokarew, Wiktor Rjabow, Lewan Sanadse und Leonid Bartenew.

## Rekorde

### Bestehende Rekorde
| Weltrekord   | 39,8 s | USA (Jesse Owens, Ralph Metcalfe, Foy Draper, Frank Wykoff)                           | OS Berlin, Deutschland | 9. August 1936    |
| Europarekord | 40,1 s | Deutsches Reich (Erich Borchmeyer, Gerd Hornberger, Karl Neckermann, Jakob Scheuring) | Berlin, Deutschland    | 19. Juli 1939     |
| EM-Rekord    | 40,9 s | Deutsches Reich (Manfred Kersch, Gerd Hornberger, Karl Neckermann, Jakob Scheuring)   | EM Paris, Frankreich   | 5. September 1938 |

### Rekordverbesserungen
Der bestehende EM-Rekord wurde zweimal verbessert. Darüber hinaus gab es fünf neue Landesrekorde.
- Meisterschaftsrekorde:
  - 40,8 s – Ungarn (László Zarándi, Géza Varasdi, György Csányi, Béla Goldoványi), dritter Vorlauf am 27. August
  - 40,6 s – Ungarn (László Zarándi, Géza Varasdi, György Csányi, Béla Goldoványi), Finale am 29. August
- Landesrekorde:
  - 41,5 s – Polen (Nikodem Goździalski, Wiesław Holajn, Zdobysław Stawczyk, Emil Kiszka), erster Vorlauf am 27. August
  - 42,3 s – Saarland (Gert Lemmes, Werner Kiefer, Kurt Heidrich, Erich Ladwein), erster Vorlauf am 27. August
  - 41,1 s – Tschechoslowakei (František Brož, Bohuslav Hlidek, Václav Janecek, František Šimůnek), zweiter Vorlauf am 27. August
  - 41,1 s – Schweden (Börje Andersson, Kaj Månsson, Sven-Olof Westlund, Jan Carlsson), dritter Vorlauf am 27. August
  - 40,9 s – Tschechoslowakei (František Brož, Bohuslav Hlidek, Václav Janecek, František Šimůnek), Finale am 29. August

## Vorrunde
27. August 1954, 18:30 Uhr
Die Vorrunde wurde in drei Läufen. Die ersten beiden Staffeln pro Lauf – hellblau unterlegt – qualifizierten sich für das Finale.

### Vorlauf 1
| Platz | Staffel        | Besetzung                                                         | Zeit (s) |
| ----- | -------------- | ----------------------------------------------------------------- | -------- |
| 1     | Sowjetunion    | Boris Tokarew Wiktor Rjabow Lewan Sanadse Leonid Bartenew         | 41,0     |
| 2     | Großbritannien | Kenneth Box George Ellis Ken Jones Brian Shenton                  | 41,0     |
| 3     | Polen          | Nikodem Goździalski Wiesław Holajn Zdobysław Stawczyk Emil Kiszka | 41,5 NR  |
| 4     | Saarland       | Gert Lemmes Werner Kiefer Kurt Heidrich Erich Ladwein             | 42,3 NR  |

### Vorlauf 2
| Platz | Staffel          | Besetzung                                                           | Zeit (s)                      |
| ----- | ---------------- | ------------------------------------------------------------------- | ----------------------------- |
| 1     | Tschechoslowakei | František Brož Bohuslav Hlidek Václav Janecek František Šimůnek     | 41,1 NR                       |
| 2     | Italien          | Wolfgango Montanari Sergio D’Asnasch Lucio Sangermano Luigi Gnocchi | 41,2                          |
| 3     | Frankreich       | René Bonino Yves Camus Ernest Wanko Alain David                     | 41,4                          |
| 4     | Jugoslawien      | Milovan Jovančić Aleksandar Benjak Petar Pecelj Veljko Petrović     | 42,2                          |
| DSQ   | BR Deutschland   | Leonhard Pohl Peter Kraus Heinz Fütterer Manfred Germar             | IAAF Rule 170.7 Wechselfehler |

### Vorlauf 3
| Platz | Staffel     | Besetzung                                                                 | Zeit (s) |
| ----- | ----------- | ------------------------------------------------------------------------- | -------- |
| 1     | Ungarn      | László Zarándi Géza Varasdi György Csányi Béla Goldoványi                 | 40,8 CR  |
| 2     | Schweden    | Börje Andersson Kaj Månsson Sven-Olof Westlund Jan Carlsson               | 41,1 NR  |
| 3     | Niederlande | Teun Aret Theo Saat Hayo Rulander Aad van Hardeveld                       | 41,3     |
| 4     | Belgien     | Jacques Vercruysse Carlos Germonprez Roland Vercruysse Isidoor Vandewiele | 41,5     |
| 5     | Schweiz     | Joseph Huber Willy Eichenberger Pierfrancesco Campanella Hans Wehrli-Frei | 41,9     |

## Finale
29. August 1954
| Platz | Staffel          | Besetzung                                                           | Zeit (s) |
| ----- | ---------------- | ------------------------------------------------------------------- | -------- |
| 1     | Ungarn           | László Zarándi Géza Varasdi György Csányi Béla Goldoványi           | 40,6 CR  |
| 2     | Großbritannien   | Kenneth Box George Ellis Ken Jones Brian Shenton                    | 40,8     |
| 3     | Sowjetunion      | Boris Tokarew Wiktor Rjabow Lewan Sanadse Leonid Bartenew           | 40,9     |
| 4     | Tschechoslowakei | František Brož Bohuslav Hlidek Václav Janecek František Šimůnek     | 40,9 NR  |
| 5     | Italien          | Wolfgango Montanari Sergio D’Asnasch Lucio Sangermano Luigi Gnocchi | 41,0     |
| 6     | Schweden         | Börje Andersson Kaj Månsson Sven-Olof Westlund Jan Carlsson         | 41,3     |